# Tutuluro
Tutuluro (Tutuloro, Tutuluru) ist ein osttimoresischer Suco im Verwaltungsamt Same (Gemeinde Manufahi).

## Geographie
Vor der Gebietsreform 2015 hatte Tutuluro eine Fläche von 57,10 km². Nun sind es 62,65 km². Der Suco liegt im Nordosten des Verwaltungsamts Same zwischen dem Fluss Caraulun (im Oberlauf Calihuno) im Westen und seinem Nebenfluss, dem Sui im Osten. Westlich befinden sich die Sucos Holarua und Letefoho, südwestlich der Suco Babulo. Im Südosten grenzt Tutuluro an das Verwaltungsamt Alas mit seinem Suco Taitudac, im Osten an das Verwaltungsamt Fatuberlio mit seinem Suco Fahinehan und im Nordosten das Verwaltungsamt Turiscai mit seinem Suco Mindelo. Im Nordwesten liegt das zur Gemeinde Ainaro gehörende Verwaltungsamt Maubisse mit seinem Suco Manetú.
Durch das Zentrum führt von West nach Ost die Überlandstraße, die die Orte Same und Alas miteinander verbindet. An ihr liegen die Orte Sosemera (Socemera) und Dalun (Dalu). Größere Straßen, die den restlichen Suco mit der Außenwelt verbinden, fehlen. So mussten für die Parlamentswahlen in Osttimor 2007 die Wahlurnen zum Wahllokal in der Escola primaria Acadirutetuk mit einem Hubschrauber hingebracht und wieder abgeholt werden. Im Norden befinden sich die Dörfer Bubolau (Bubulau), Ailau, Batas und Hastetuc (Hastetuk). Im Suco gibt es eine medizinische Station, einen provisorischen Hubschrauberlandeplatz und zwei Grundschulen.
Im Suco befinden sich die sieben Aldeias Ailau, Batas, Bubolau, Dalun, Hastetuc, Roin und Sosemera.

## Einwohner

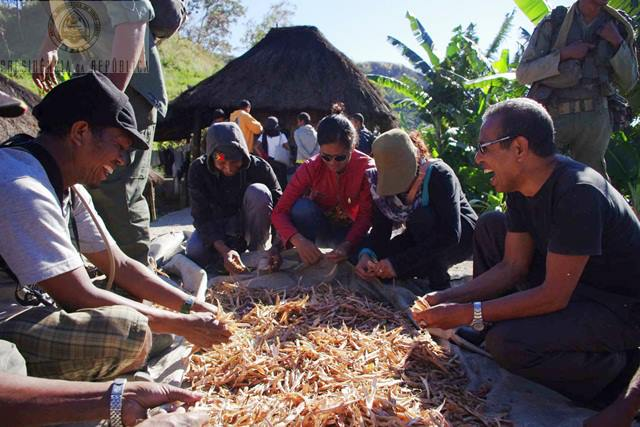
Reinigen der Baumwollernte (2013)

In Tutuloro leben 2.095 Einwohner (2022), davon sind 1.115 Männer und 980 Frauen. Im Suco gibt es 438 Haushalte. Über 57 % der Einwohner geben Tetum Terik als ihre Muttersprache an. Über 28 % sprechen Tetum Prasa, über 12 % Mambai und kleine Minderheiten Naueti, Isní oder Bunak.

## Politik
Bei den Wahlen von 2004/2005 wurde José Florindo zum Chefe de Suco gewählt. Bei den Wahlen 2009 gewann Bendito Amaral und 2016 Sebastião da C. Ornai.